# 卡雅里
卡雅里是巴西马拉尼昂州的一个市镇。总面积544.05平方公里，总人口12800人，人口密度23.5人/平方公里。